# Pneu hiver
Ne doit pas être confondu avec pneu neige.
Un pneu hiver est un pneu conçu pour avoir une meilleure adhérence sur chaussée froide, humide ou pas, boueuse,, sur la neige et éventuellement le verglas. Les pneus hiver sont prévus pour la conduite à une température inférieure à 7 °C, c'est à partir de cette température que leur adhérence sur route devient meilleure que celles des pneus été,.
Pour rouler sur la neige fraîche, en respectant la réglementation locale, il peut être utile d'adapter des chaînes à neige au véhicule, alors que des pneus à crampons peuvent être indispensables pour rouler sur la glace,.
Si le marquage « M+S » se retrouve sur la plupart des pneus hiver, la caractéristique de ces pneus hiver est « au bon vouloir du manufacturier », seul le « pictogramme alpin » représentant « 3 pics avec flocons de  neige », abrégé en 3PMSF garantit un pneu d'hiver. Ce label a été mis en place par les manufacturiers américains et canadiens, et tous les pneus arborant ce sigle peuvent être classés dans la catégorie pneu hiver. Le label 3PMSF est également utilisé en Europe depuis 2012, ce  qui remplace et met de facto fin en 2019 aux référencement par le SRTO des pneus hivers nordique.

Le panneau de signalisation d'une zone d'obligation d'équipements en période hivernale en France.

## Types de pneus

### Pneus hiver

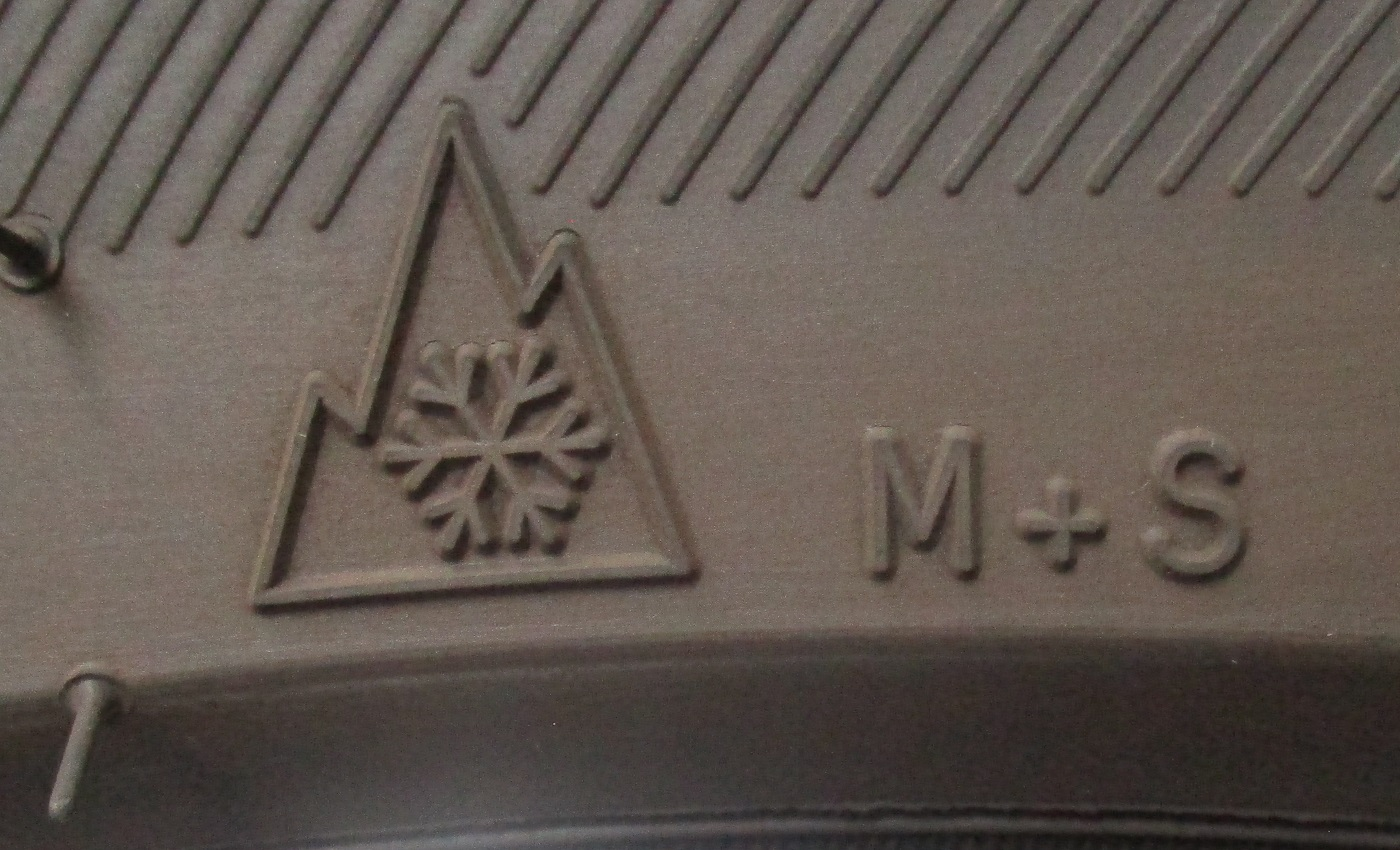
Nouveau symbole figurant sur un pneu hiver.

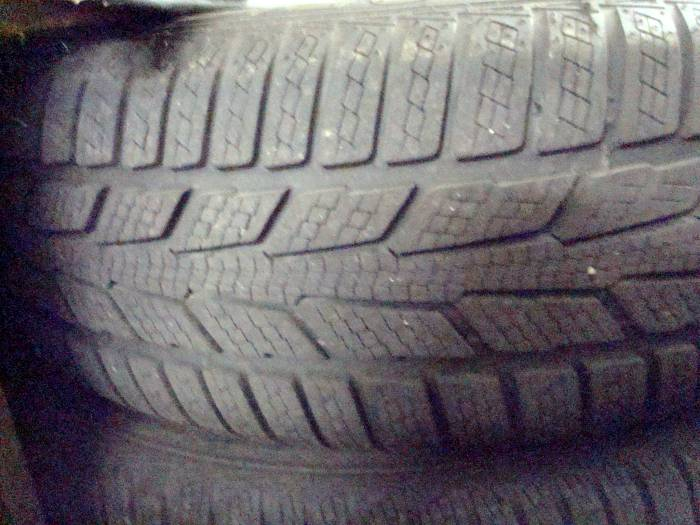
Sculpture d'un pneu hiver.

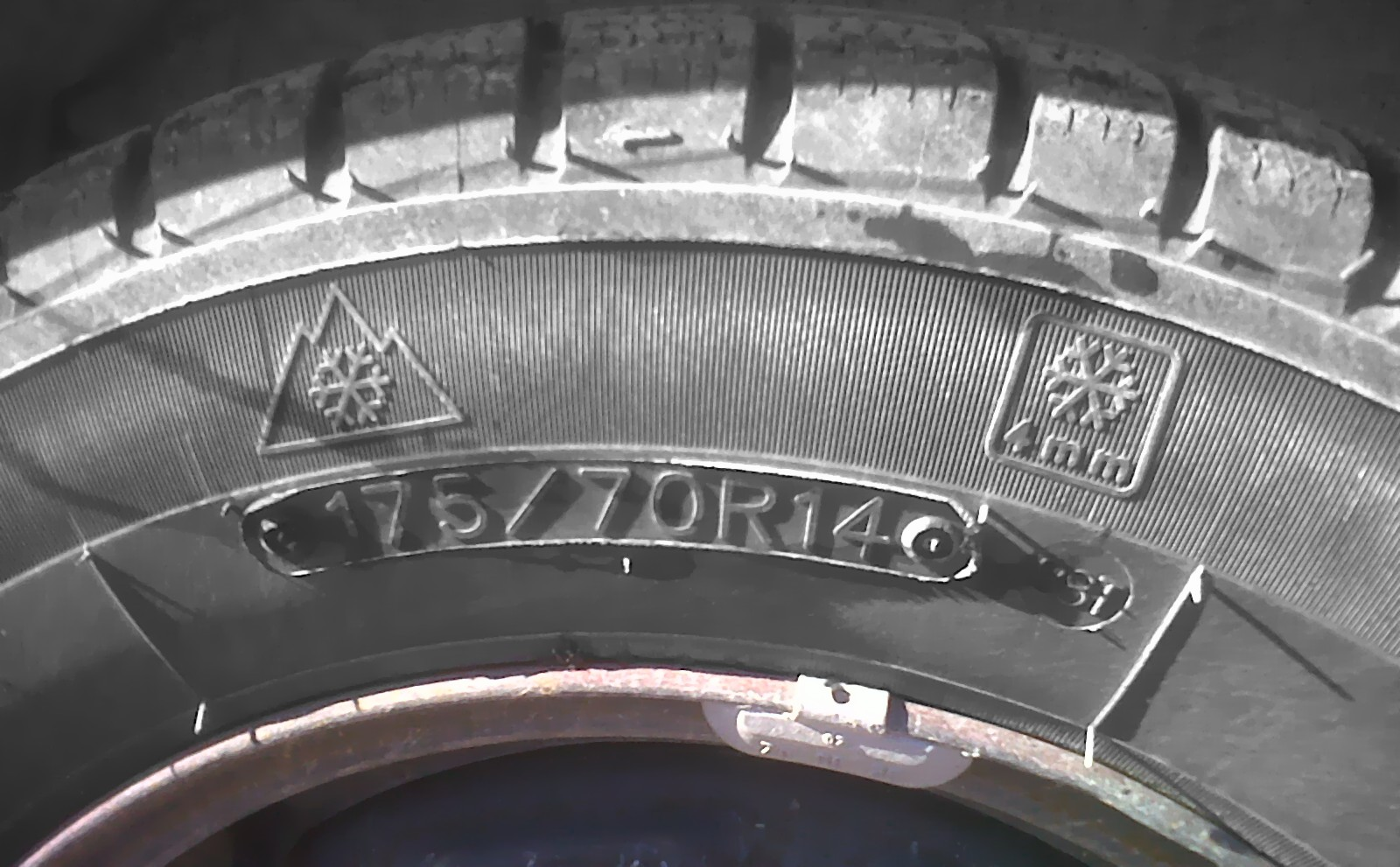
Symboles utilisés en Amérique du Nord (symbole alpin à gauche).

Les pneus hiver utilisent des gommes plus tendre que celle des pneus d’été, ce qui assure plus de stabilité et permet de freiner sur des distances plus courtes, même quand la température est inférieure à zéro. Ils sont plus efficaces dès que la température de la route descend en dessous de +7 °C, les gommes ordinaires devenant alors trop dures et peu adhérentes. Quel que soit le mode de propulsion il est conseillé d'équiper les quatre roues de pneus d'hiver. Les pneus hiver au standard constructeur sont souvent libellés « M + S » (boue et neige) mais le pictogramme alpin « 3 pics + flocon de neige » correspondant au standard de pneus pour « neige extrême » est de plus en plus utilisé. Il est absolument nécessaire d’équiper les quatre roues du véhicule.
Il n'est pas recommandé d'utiliser les pneus hiver toute l'année car ils sont moins efficaces que les pneus été quand les températures sont plus importantes, ils s'useront très vite et leur adhérence élevée augmente la consommation de carburant de manière significative. Mais surtout la distance de freinage est considérablement augmentée, ce qui les rend dangereux.
Ils sont fortement recommandés dès que la température de la route est inférieure à +7 °C, ce qui selon la région et l'altitude, peut être très variable. Pour des raisons de sécurité et économiques (pneus et carburant), il est fortement déconseillé de les utiliser dès que la température de la route est supérieure à +10 °C.
Ces pneus présentent des sculptures plus profondes que les pneus normaux (d'été), avec des rainures assez larges pour évacuer la neige ou l'eau de neige fondue. Les sculptures latérales sont fines et leur élasticité comprime la neige emprisonnée ce qui échauffe la neige et évacue celle-ci sous forme d'eau.

### Pneus neige
Les pneus neige sont des pneus hiver avec des sculptures plus profondes que les « pneus hiver standards » pour mieux évacuer la neige. Leur inconvénient sur route non enneigée est leur moins bonne adhérence que les pneus hiver standards du fait de la moindre quantité de gomme en contact avec la route.

### Pneus contact
Le terme « pneu contact » est un nom déposé par le pneumaticien Continental concernant un pneu quatre-saisons. Ce terme est passé dans le langage courant pour désigner un pneu thermogomme : gomme qui reste tendre à basse température (cas de tous les pneus hiver actuels).

### Pneu quatre-saisons
Les pneus quatre-saisons constituent un compromis entre les pneus été et les pneus hiver, avec une meilleure adhérence sur chaussée sèche et chaude (+7 °C) que des pneus hiver, mais une moins bonne adhérence sur chaussée humide et froide ainsi que sur la neige. Certains pneus quatre-saisons sont davantage conçus pour la conduite sur route sèche et d'autres sont davantage conçus pour la conduite sur la neige. Dans les régions où les routes ne sont que rarement enneigées l'hiver, certains pneus quatre-saisons peuvent remplacer les pneus neige. Cependant ces pneus ne sont réellement bons dans aucune situation, étant donné le compromis au niveau de la conception des pneus. Si les pneus sont conçus pour l’été, les performances lors de conditions hivernales sont limitées. Si, au contraire, le comportement hivernal (performances sur la neige) est privilégié, ce sont les performances sur route sèche qui se retrouvent limitées.

### Chaussettes à neige
Les « chaussettes de pneus » peuvent sembler une solution économique si l'on est bloqué dans la neige mais du fait de leur usure rapide il ne faut surtout pas considérer qu'elles peuvent servir en permanence l'hiver :
- Ne les utiliser que sur la neige[13].
- Par sécurité, il faut vérifier leur usure régulièrement et ne pas hésiter à les remplacer en cas d'usure excessive ou anormale.

### Pneus cloutés

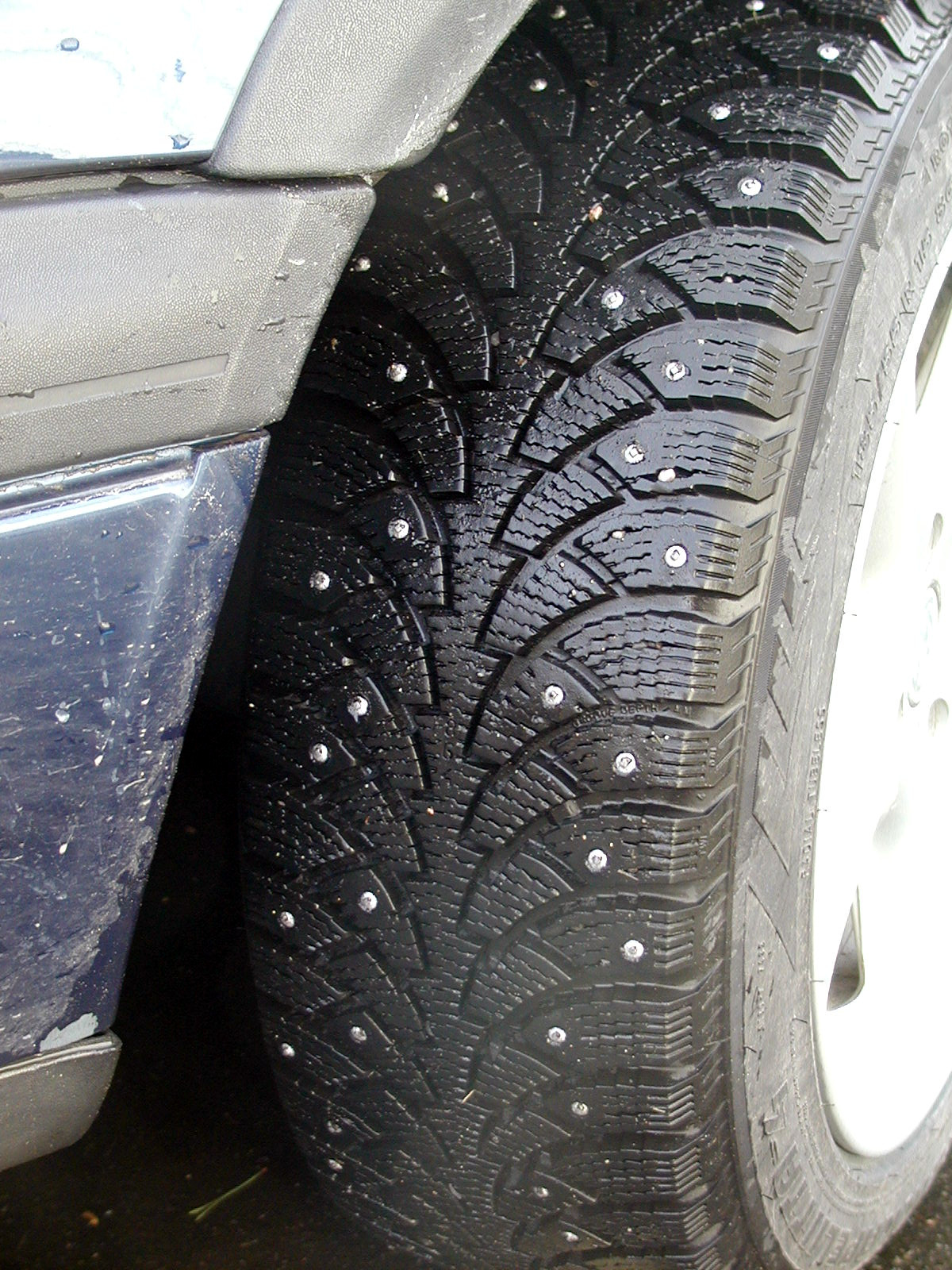
Pneu à crampons.

Appelés aussi pneus à crampons, ils sont de moins en moins utilisés et font l'objet d'une législation bien précise selon les pays. Les premiers pneus cloutés pour rouler sur la neige datent de 1933 et fabriqués par Michelin. Il y a en général entre 100 et 150 clous ou crampons par pneu, dont environ dix doivent être en permanence en contact avec le sol.
Chaque pays possède une réglementation propre à l'utilisation des pneus à clous du fait des dommages occasionnés par les clous sur l'asphalte, le béton et le marquage routier. En hiver les pneus cloutés peuvent aller jusqu'à tripler la pollution particulaire de l'air aux abords des routes.
Il est souvent préférable d'utiliser des pneus hiver qui peuvent être utilisés sur tout type de chaussées, et en tout temps, plutôt que des pneus à clous très réglementés.

#### Cloutage pour la compétition
Pour la compétition automobile, et spécialement pour les courses sur glace en circuit fermé, comme le Trophée Andros, le cloutage peut être très différent de celui des pneus de voitures particulières utilisées sur routes ouvertes. Ceci est particulièrement visible sur les pneus des motos utilisées pour les courses sur glace (cf. photo ci-dessous).

Pneus de compétition sur glace
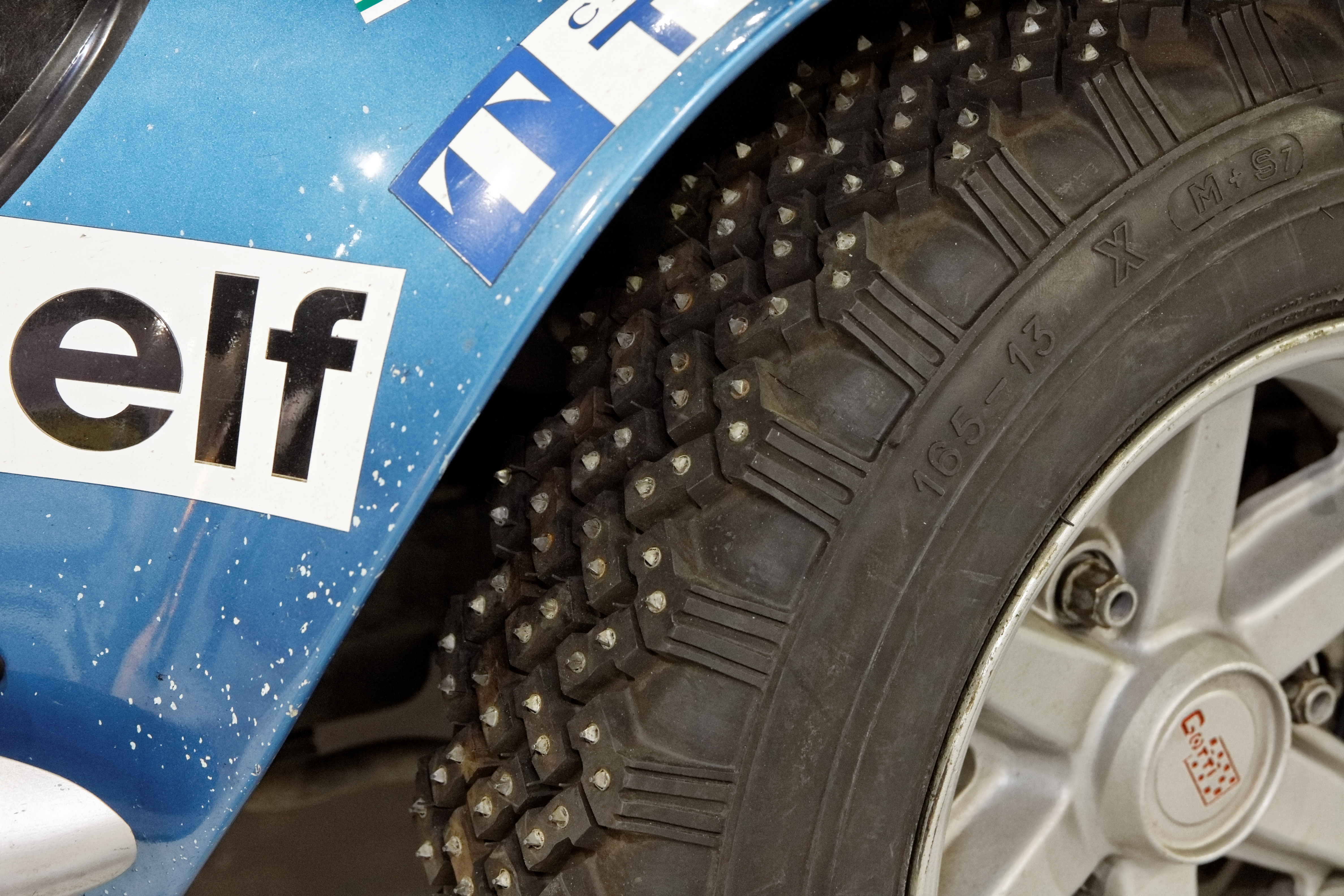
Vue d'une roue cloutée sur une Alpine A110 de rallye.
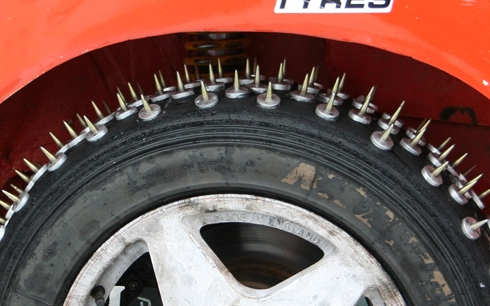
Pneu d'automobile de course sur glace.
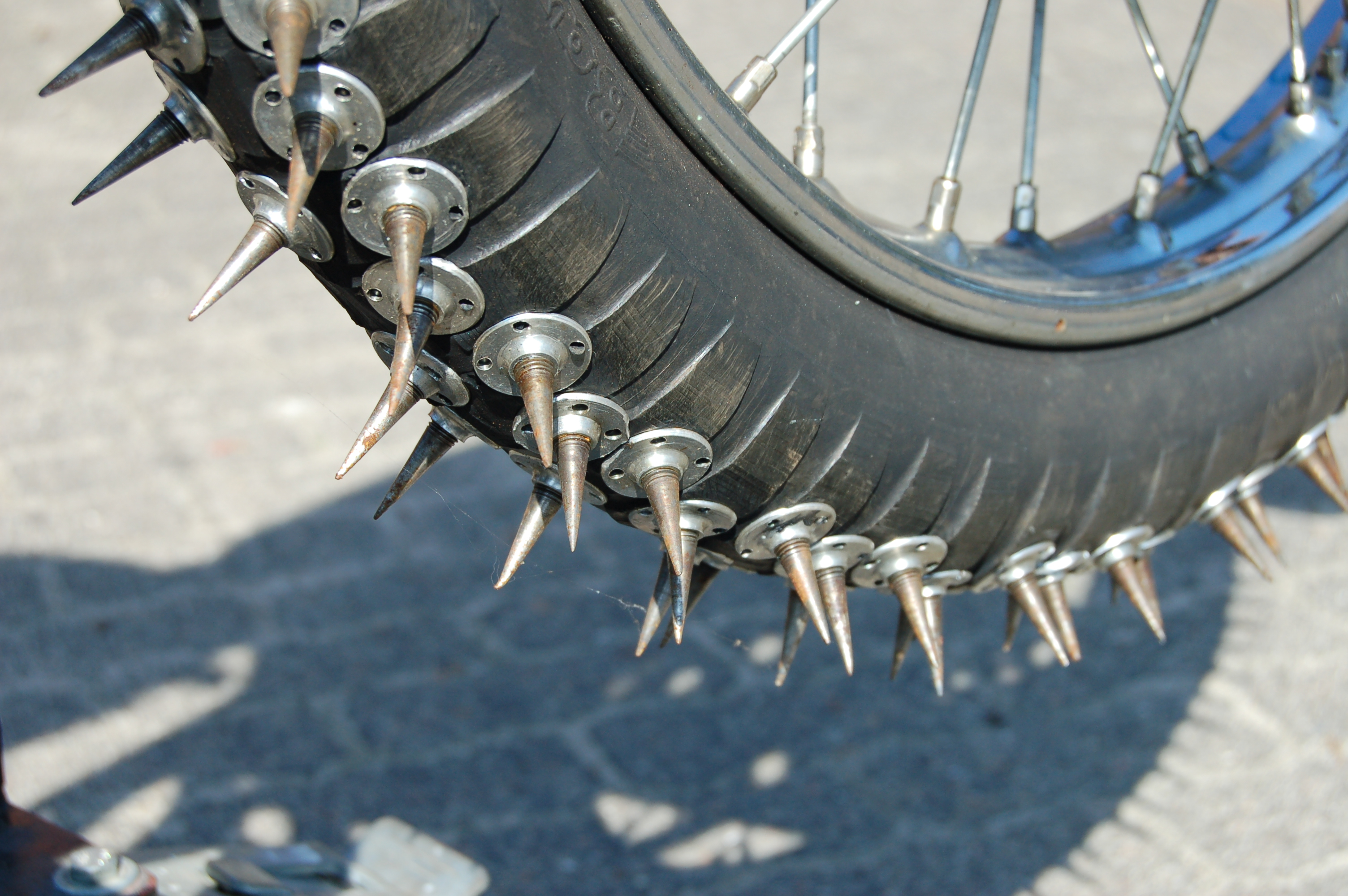
Pneu de moto de course sur glace.

## Règles d'utilisation
(octobre 2020).
- Été comme hiver, il faut avoir le même type de pneumatique, avec le même degré d’usure, sur toutes les roues d'un même essieu.
- L'hiver, la pression des pneus doit être environ 0,2 bar plus élevée que la pression normale (le refroidissement abaisse la pression).

Il est recommandé de monter des pneus « hiver » sur toutes les roues du véhicule.
Il est possible, mais déconseillé, de rouler toute l'année avec des pneus « hiver » car l'usure est plus rapide dès que la température de la route dépasse 10 °C, . De plus, la consommation de carburant augmente. Et enfin cela entraîne une diminution de la sécurité car la distance de freinage est rallongée du manque de tenue de la gomme lorsque la route est chaude (plus de 10 °C).

## Effets sur le TPMS
Le changement de roues peut avoir un effet sur le TPMS (système de surveillance de la pression des pneus ou tire pressure monitoring system) : si les roues/pneumatiques ne sont pas munies du bon capteur, la détection des pneus sous-gonflés ou bien sur certains véhicules canadiens le contrôle de stabilité (ESC).

## Législations

### En Europe
Dans l'Union européenne, la directive 92/23/CEE du Conseil du 31 mars 1992 relative aux pneumatiques des véhicules à moteur et de leurs remorques ainsi qu'à leur montage définit dans le § 3.1.5 de son annexe 2 le marquage d'un pneumatique neige comme pouvant être : « M + S », « M.S. » ou « M & S ».
En Europe, le règlement onusien no 30 de la Commission économique pour l'Europe des Nations unies (CEE-ONU) — Prescriptions uniformes relatives à l’homologation des pneumatiques pour automobiles et leurs remorques — définit dans son § 3.1.5 le marquage d'un pneumatique neige comme pouvant être :  « M + S », « M.S. » ou « M & S ». Ces textes européens définissent le «pneumatiques neige», comme « les pneumatiques dont le dessin de la bande de roulement et la structure sont connues avant tout pour assurer dans la boue et la neige fraîche ou fondante un comportement meilleur que celui des pneumatiques du type routier. Le dessin de la bande de roulement des pneumatiques neige est généralement caractérisé par des éléments de rainures et/ou de pavés massifs, plus espacés les uns des autres que ceux des pneumatiques du type routier ».
Le règlement onusien no 117 (concernant l'adoption de prescriptions techniques uniformes applicables aux véhicules à roues…) différencie le « pneumatique neige » (par conception) du « pneumatique pour condition de neige extrême » correspondant à des caractéristiques techniques testables et normalisées.
Ce règlement définit également le symbole « alpin » ou « 3PMFS » composé de trois pics avec flocon de neige, utilisé exclusivement sur « pneumatique pour conditions de neige extrême ».
En Europe, il existe différentes réglementations, selon le pays, pour les pneus hiver et leurs accessoires. Il existe également des réglementations communes. En ce qui concerne l'indice de vitesse des pneus hiver, ce dernier peut-être supérieur à la vitesse maximale du véhicule ou bien être égal au minimum à la vitesse de 160 km/h, soit l'indice de vitesse Q.

#### Allemagne
Les autorités allemandes préconisent l'emploi de pneus d'hiver de novembre à Pâques de l'année suivante. Le texte de loi de mai 2006 indique que « les pneus doivent être adaptés aux circonstances climatiques ».
Depuis le 4 décembre 2010, les pneus hiver sont obligatoires en Allemagne lors des conditions hivernales. Les véhicules de tourisme doivent désormais être équipés de pneus avec un marquage M+S (mud + snow) durant cette période. Les contrevenants s'exposent à des amendes d'un montant par pneu non conforme de 40 € et de 80 € si cette absence entraîne une perturbation ou une paralysie du trafic,. Les pneus cloutés sont strictement interdits.

#### Autriche
Selon indications spécifiées sur panneaux routiers. Profondeur des sculptures supérieures à 4 mm.

#### France

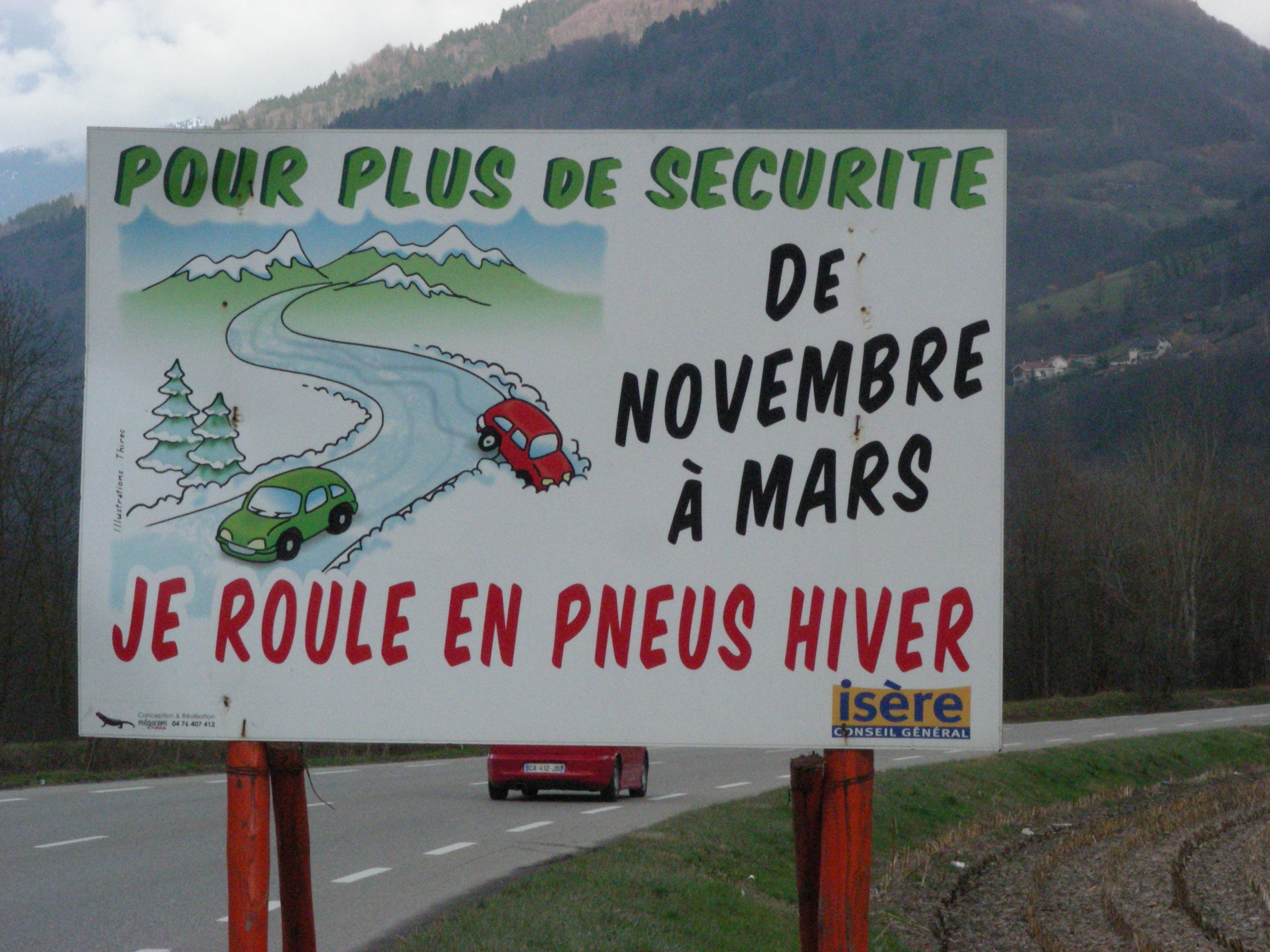
Panneau recommandant les pneus hiver en Isère sur la D10a à proximité de Brignoud le long de l'Isère.

Jusqu'en 2021, aucune réglementation particulière n'encadre l'utilisation des pneus d'hiver mais une recommandation française énonce que l'« utilisation de pneus hiver (équipement sur les 4 roues), d’équipements spéciaux (chaînes obligatoires sur les axes routiers en présence du panneau B26, pneus à clous ou à crampons) ». Certains départements (comme l'Isère) recommandent, depuis plusieurs années, de les utiliser de novembre à mars. Le critère de la température de la route (inférieur à 7 °C) semble un bon critère quel que soit le département, la saison et l'altitude.
« La réglementation prévoit qu’un équipement spécifique des véhicules type chaînes est obligatoire sur les routes où est implanté le panneau « B 26 », et lorsque les routes sont enneigées » ; aucun département ni aucune autre phénomène/détail particulier, n'étant spécifié cette règle s'applique sur tout le territoire français.
À partir du 1er novembre 2021, des pneus spécifiques hivers marqués M+S ou M.S ou M&S avec ou sans le marquage alpin, sont obligatoires en communes de montagne sur la période hivernale de novembre à mars, mais les deux caractéristiques techniques sont obligatoires à partir de novembre 2024,.
En France à partir de fin 2024 durant l'hiver, la loi Montagne 2 de 2020 impose dans les zones de massifs montagneux l'utilisation de chaînes (sur les roues motrices) ou de pneus hiver avec le symbole alpin (voir image) et l'un des marquages de type « M+S »,,. 

##### Pneus cloutés
L'utilisation en France des pneus cloutés est régie par arrêté du 18 juillet 1985.
Ils sont autorisés :
- du samedi précédant le 11 novembre au dernier dimanche de mars de l'année suivante pour les véhicules particuliers et de transport de marchandises d'un poids total autorisé en charge inférieur à 3,5 tonnes, et pour les transports en commun ;
- la vitesse maximum est limitée à 90 km/h, y compris sur autoroute ;
- un disque de 15 cm indiquant pneus cloutés doit être apposé sur la partie inférieure gauche de la carrosserie à l’arrière du véhicule[32].

Pour les véhicules d'un PTAC supérieur à 3,5 tonnes, ils peuvent être autorisés par arrêté préfectoral :
- pour les véhicules d’intervention d’urgence, de secours, ceux assurant des transports de denrées périssables ou de matières dangereuses, et ceux assurant la viabilité hivernale ;
- Leur vitesse est alors limitée à 60 km/h[32].

Les préfets peuvent modifier les dates d'utilisation prévues.

#### Italie
Pneus d'hiver obligatoires dans le Val d'Aoste du 15 octobre au 15 avril ou avoir des chaînes antidérapantes dans le coffre. En l’absence de cet équipement, l'amende est de 78 €. Pneus cloutés autorisés dans le respect des limitations de vitesse[Lesquelles ?].

#### Luxembourg
Les pneus d'hiver sont obligatoires au Luxembourg depuis le 1er octobre 2012. La législation luxembourgeoise dispose que les pneus hiver sont indispensables en conditions hivernales, autrement dit en cas de « verglas, neige tassée, neige fondante, plaques de glace ou de givre ».

Circuler au Grand-duché avec des pneus non appropriés en conditions hivernales est passible d'une amende de 74 euros.

#### Norvège
Les véhicules doivent être équipés de pneus hiver du 1er novembre au 31 avril.

#### Suisse
Les pneus hiver ne sont pas obligatoire en Suisse. En revanche, le conducteur doit pouvoir toutefois toujours garder la maîtrise de son véhicule en toute situation. Si, en cas d’accident, sa responsabilité est mise en cause parce que son véhicule n’était pas équipé adéquatement pour l’hiver (même en l'absence de neige), son assurance peut réduire ses prestations ou même se retourner contre lui pour négligence. Si la circulation est bloquée par un véhicule dépourvue de pneus hiver, le conducteur est sanctionné par une amende.

##### Pneus à clous
- Seules peuvent être équipées de pneus à clous les voitures automobiles dont le poids total n’excède pas 7,5 tonnes, les motocycles, les quadricycles légers à moteur, les quadricycles à moteur et les tricycles à moteur, ainsi que les remorques attelées à de tels véhicules. Ils ne peuvent être utilisés qu’entre le 1er novembre et le 30 avril et, en dehors de cette période, en présence de conditions hivernales.

- Un disque indiquant la vitesse maximale autorisée de 90 km/h, selon l’annexe 4, est fixé à l’arrière des véhicules équipés de pneus à clous. En dérogation au chapitre 1 de l’annexe 4, le disque peut avoir une bordure noire munie d’un dessin stylisé de pointes métalliques[35].

- Le disque doit être enlevé ou barré de manière bien visible lorsque le véhicule est utilisé sans pneus à clous.

- Ne sont pas visés par l’al. 2 les véhicules dont la vitesse maximale est moins élevée, de par leur construction. Le disque indiquant la vitesse maximale éventuellement apposé au véhicule ne doit pas être ôté[36].

### En Amérique du Nord

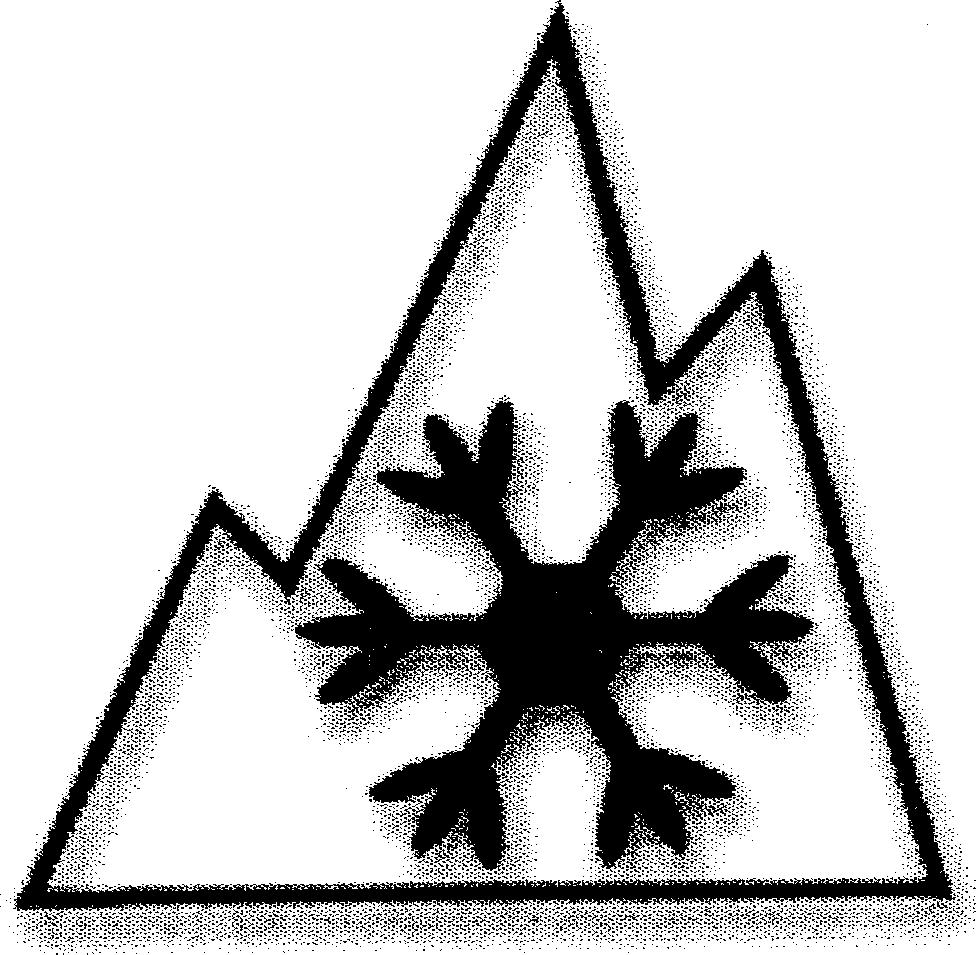
Le symbole alpin.
Le pictogramme du symbole alpin est notamment définit par le règlement onusien CEE-ONU 117.

#### Canada
Il existe des spécifications pour les pneus d'hiver, la norme ASTM F-1805-12. Selon Transports Canada : 

« Un pneu de neige est un pneu qui atteint un « indice de traction » supérieur ou égal à 110, comparé au Pneu d'essai normalisé ASTM-1136, lors du test de traction sur neige, tel que décrit dans la « Méthode d'essai normalisé » ASTM F-1805-00 pour traction motrice à roue simple en ligne droite sur des surfaces recouvertes de neige et de glace, et dont au moins un flanc porte le « symbole alpin ». »

##### Au Québec
La règlementation est, :
- L’usage des pneus d’hiver est obligatoire du 1er décembre jusqu’au 15 mars, inclusivement. Un contrevenant s'expose à une amende de 200 à 300 $CAN[41] ;
- Il est permis d'utiliser des pneus hiver cloutés du 15 octobre au 1er mai pour les véhicules de promenade, taxis et véhicules de commerce dont la masse totale en charge n'excède pas 3 000 kg ;
- L'utilisation de chaînes n'est permis que pour les véhicules d'urgence, les tracteurs de ferme et les véhicules de déneigement.